# Steinchisma spathellosum
Steinchisma spathellosum är en gräsart som först beskrevs av Johann es Christoph Christian Döll, och fick sitt nu gällande namn av Stephen Andrew Renvoize. Steinchisma spathellosum ingår i släktet Steinchisma och familjen gräs. Inga underarter finns listade i Catalogue of Life.